# Edgar Mitchell

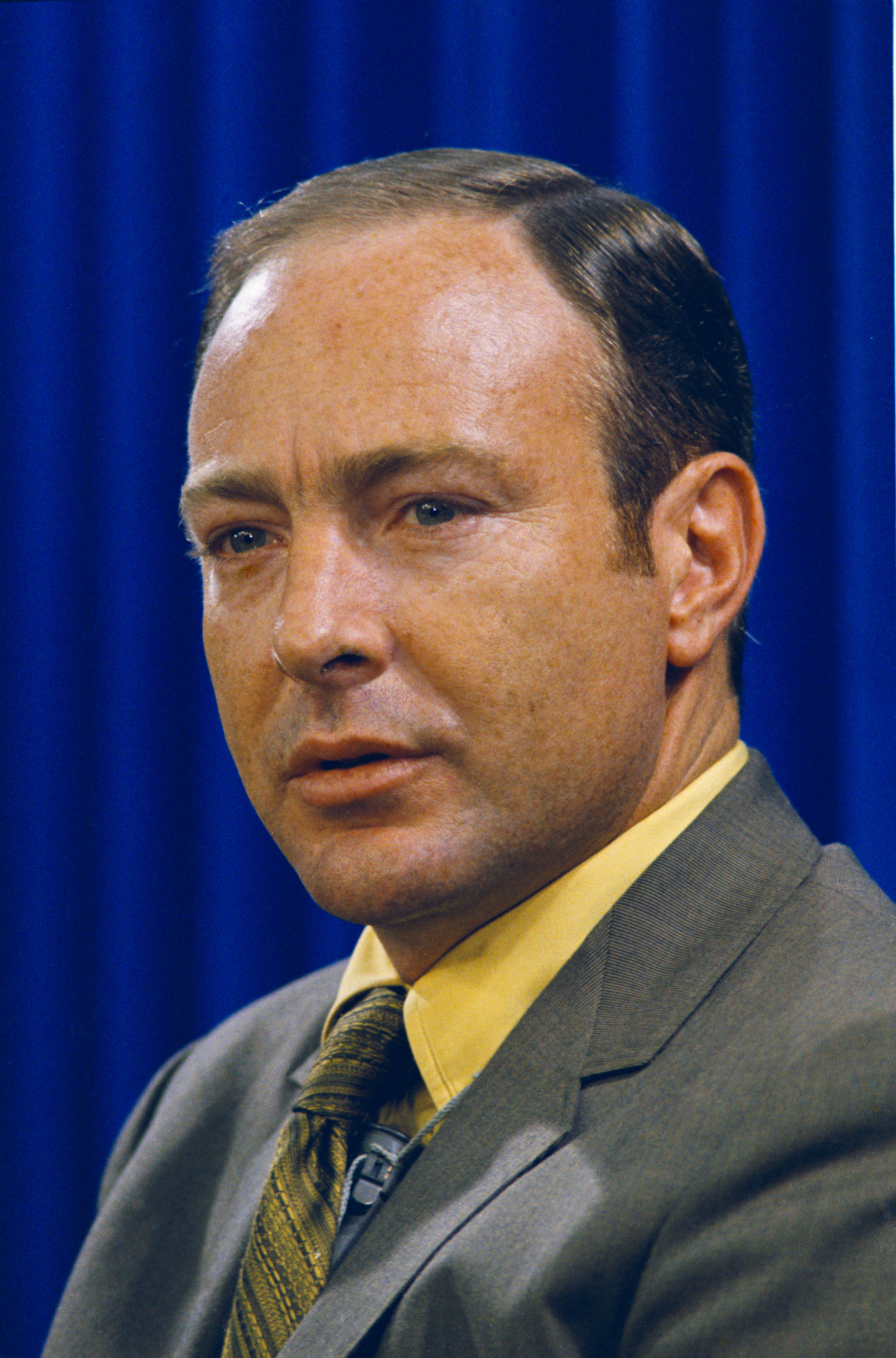
Ed Mitchell

Edgar Dean Mitchell (Hereford, Texas, 1930. szeptember 17. – West Palm Beach, Florida, 2016. február 4.) amerikai pilóta, űrhajós, később ufológus, a hatodik ember, aki – az Apollo–14 holdkomppilótájaként – a Holdra lépett.
Mitchell egy gazdálkodó pár gyermekeként született Texasban, majd költözött a szülővárosának tekintett új-mexikói Artesiaba. Itt végezte el a középiskolát és itt fordult érdeklődése a repülés felé, maga is repülőjogosítványt szerezve, majd egyetemi éveit már Pennsylvaniaban, a Carnegie Institute of Technology (ma Carnegie Melon Egyetem) végezte, ahol első BSc diplomáját szerezte. 1952-ben belépett az Egyesült Államok Haditengerészetébe, majd ezen haderőnem keretében szerezte második BSc diplomáját, immár a repülőmérnöki stúdiumokra szakosodva. Tanulmányai megkoronázása képpen – még mindig tengerészként – beiratkozott a Massachusetts Institute of Technology (MIT) repülőmérnöki és űrhajózástani szakára, ahonnan doktori fokozattal végzett. Ez egyben kijelölte az útját az US Navy-n belül is: pilótaképzést kapott és sugárhajtású gépeken előbb hordozós pilóta jogosítványt szerzett, majd berepülőpilóta lett, miközben oktatói minőségben továbbra is jeleskedett az olyan tárgyakban, mint a matematika, vagy a navigációs elmélet.
1966-ban jelentkezett a NASA ötödik űrhajósválogatási felhívására és a teszteket sikerrel teljesítve 1966 áprilisában űrhajósjelölt lett tizenkilencedmagával. Csoportját a NASA már az Apollo-program utáni időkre válogatta, ám később a csoport kis híján fele, 9 fő repült el a Holdhoz és az összesen 6 sikeresen leszállt holdkomppilótából 3 ebből a csoportból került ki, köztük Mitchellel. NASA űrhajósként előbb az Apollo–9 támogató személyzetének lett a tagja, majd első valódi űrhajós jelölését az Apollo–10 tartalék legénységébe, a tartalék holdkomppilóta pozícióra kapta. Deke Slayton legénységi rotációs rendszerében ez azt jelentette, hogy ő lehet az Apollo–13 repülésre kijelölt legénységének holdkomppilótája, ám a jelölést a NASA felső vezetése nem fogadta el, elsősorban a legénységi trió parancsnoka, Al Shepard felkészületlensége miatt és megcserélte az Apollo–13 és –14 legénységének jelölését. Így lett végül Mitchell az Apollo–14-re kijelölt holdkomppilóta.
1971. január 31-én az Apollo–14 felszállt Cape Canaveralről, hogy utasai leszálljanak és felderítsék a Hold Fra Mauro formációját. Apró hibákkal tarkított odaút után Mitchell és Shepard az Antares nevű holdkompjukkal 1971. február 5-én szálltak le a holdfelszínre, a kijelölt (munkanevén Cone kráter közelében fekvő) leszállási pont mellett mindössze 54 méterre. A két űrhajós két holdsétát tett, közel 9 órányi terjedelemben, ám a második holdsétára kitűzött feladatot – a Cone kráter peremének elérését – tájékozódási problémák miatt nem sikerült teljesíteniük. Erről az expedícióról Mitchell nevéhez is fűződik két kisebb jelentőségű elsőség: ő állította fel azt a színes tévékamerát, amellyel első ízben adtak színes tévéközvetítést a Hold felszínéről, illetve parancsnokával közösen tartják a leghosszabb Holdon, gyalogosan megtett távolság rekordját, illetve azt a rekordot, hogy egyedül voltak olyanok az űrhajózás-történetben, akik gyalogosan látótávolságon kívül kerültek az űrhajójuktól.
Mitchell a Holdról való visszatérését követően még megkapta az Apollo–16 tartalék holdkomppilóta jelölését (egyben utolsó feladatát NASA űrhajósként), majd ezt követően, 1972 októberében elhagyta a NASA és a Haditengerészet kötelékét is. Egy, még az Apollo–14-gyel a Holdról hazatérvén átélt szamádhi élmény hatására az egész későbbi életét meghatározó irányváltást határozott el. Behatóan, kísérletileg is elkezdett foglalkozni a paranormális jelenségekkel, távérzékeléssel, távgyógyítással, hatodik érzék kísérletekkel és UFO jelenségekkel. Ezen témakörökre szervezeteket alapított és elnökölt és nagy tekintélyű, vezető szaktekintéllyé vált.
Élete során háromszor nősült, hat gyermeke volt a három házasságából. 2016. február 4-én hunyt el egy west palm beach-i hospice házban, hosszas krónikus betegséget követően.

## Gyermek és iskolás évei
Mitchell 1930. szeptember 17-én született a texasi Herefordban, Joseph Thomas Mitchell (1910-1967) és Ollidean Margaret Arnold (1911-1977) elsőszülött fiaként. Három testvére született még, Joyce Alyene, aki kisgyermekként elhunyt 1933-ban, Sandra Jo (1934-1988) és Jay Neely "Coach" (1937-2013), aki bátyjához hasonlóan harci pilóta lett és az United States Air Force Academy megalakulásának évében indult osztály egyik diákjaként végzett és lett pilóta az Egyesült Államok Légierejében (USAF), ahol ezredesi rangig emelkedett. A Mitchell család gazdálkodásból élt és a Nagy gazdasági világválság hatására Új-Mexikóba költöztek, Artesiaba (közel Roswellhez). Az ifjú Mitchell már 13 évesen közel került a repüléshez és elkezdett repülőleckéket venni a helyi reptéren és 16 évesen át is vehette pilóta jogosítványát. De a repülés csak egy volt az ifjú érdeklődési köréből: kézilabdázott, teniszezett és úszott is, vagy búvárkodott és vitorlázó repülőgépeken repült, de részt vett a cserkészmozgalomban, ahol a második legmagasabb rangot, a Life Scout-ot érte el, de más ifjúsági egyletekben is részes volt, így a DeMolay Internationalben, vagy az Artesia Lodge-ban is.
Az Artesia High Schoolban (Artesiai Középiskola) 1948-ban végzett, amelyet követően beiratkozott a Carnegie Institute of Technology (mai nevén Carnegie Melon Egyetem) ipari menedzsment stúdiumára. Innen 1952-ben kapott BSc diplomát. A diplomával a kezében belépett az Egyesült Államok Haditengerészetébe. Itt San Diegoba került és részt vett az alapkiképzésen. Ezt követően további képzéseken vett részt – miközben aktív szolgálatot teljesített – a U.S. Naval Postgraduate School (Haditengerészeti Posztgraduális Iskola) keretében, ahol 1961-ben második BSc diplomáját szerezte repülőmérnökként, majd ezt továbbvíve a Massachusetts Institute of Technology (MIT) repülőmérnöki és űrhajózási mérnöki szakán doktorált 1964-ben.

## Repülős karrierje
1952-es bevonulását követően 1953 májusáig elvégezte a Tisztjelölt Iskolát a rhode islandi Newportban és a haditengerészetnél szokásos belépő rangot, zászlósi kinevezést kapott. Mivel irányultsága a haditengerészeti repülés volt, 1954 júliusáig a Kansas-beli Hutchinsonban kapott repülő kiképzést és avatták repülőtisztté. A kiképzése végén megkapta a Daughters of the American Revolution Award (Az Amerikai Forradalom Lányai Díja) elismerést, amely az évfolyam legjobb eredményét elérő diákjának ítélt oda a hazafias képzésben érdekelt szervezet. A tanfolyam után 1954 júliusa és szeptembere között az Egyesült Államok Csendes-óceáni Flottájához került, annak a Flotta Légi Szállítású Elektronikai Kiképző Egységéhez, a VP–29 számú Légi támogató századhoz, ahol szárazföldi reptérről végzett kiképző repüléseket, Japánban, Okinawa szigetén.
1957 és 1958 között Mitchellt repülőgép hordozós kiképzésre vezényelték, ahol sugárhajtású gépekre kapott oktatást. Így repült A3D Skywarriorokon, amikor az USS Bon Homme Richard és az USS Ticonderoga anyahajókon települő VAH–2 század soraiban szolgált. Itt sikeres hordozós pilóta képesítést szerzett és átkerült 1959-ig a Ötödik Légi Fejlesztési Századhoz, ahol kutatópilóta képesítést szerzett. A képzései végeztével a haditengerészetnél töltött be beosztást, majd 1964-1965 között ő lett a haditengerészet űrterveinek megvalósításában, a Manned Orbiting Laboratory (MOL) program Haditengerészeti Harctéri Iroda Projektmenedzsment Divíziójának felelőse. Ennek végeztével 1965-1966 között átkerült a U.S. Air Force Aerospace Research Pilot Schooljához (a Légierő Repüléstani Kutató Pilóta Iskolájához), hogy berepülőpilóta végzettséget szerezzen. Ezt osztályelsőként sikerült teljesítenie. Ezen periódus alatt Mitchell oktatóként működött a fejlett matematika és a navigációs elmélet tárgyakban.

## NASA-pályafutása

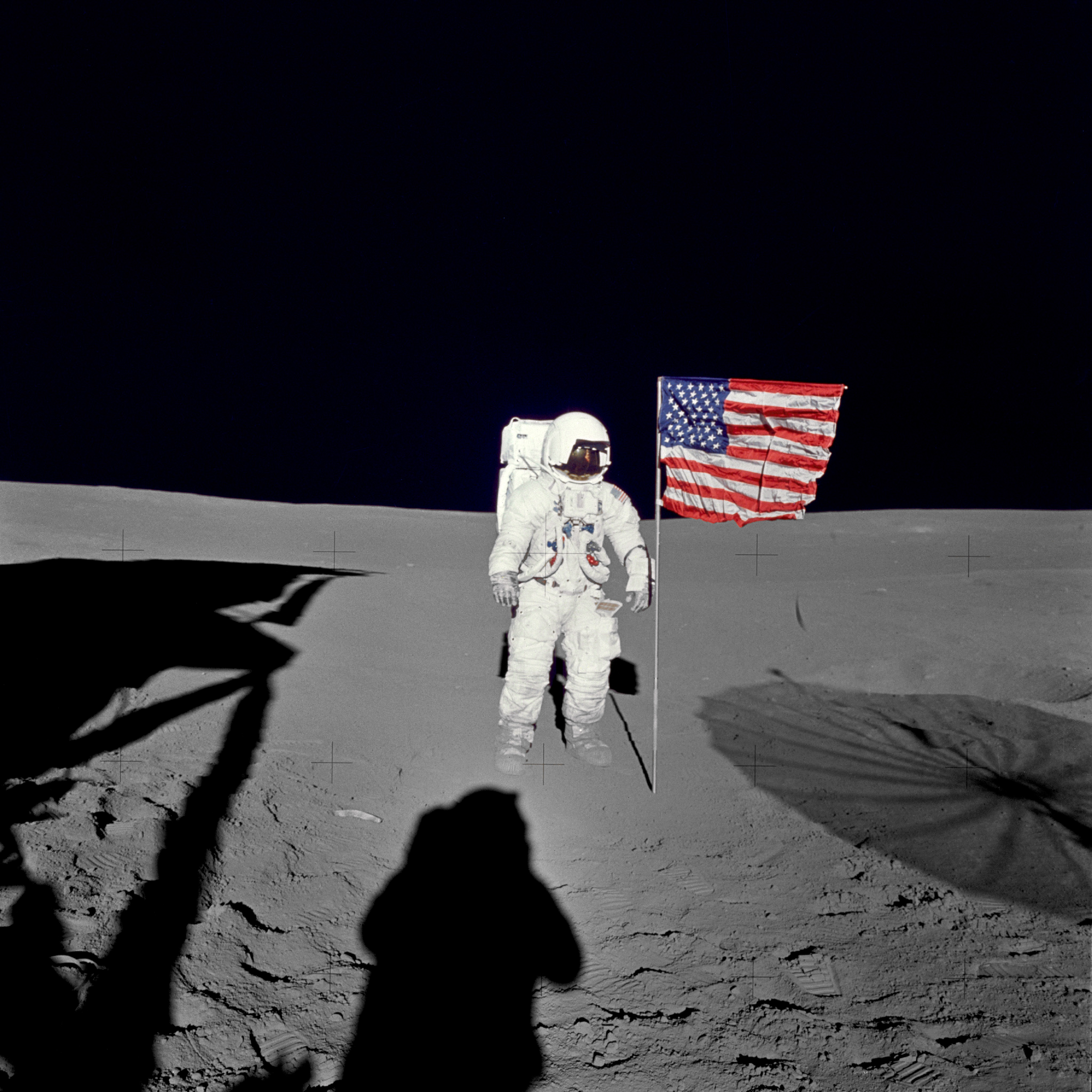
Mitchell az Egyesült Államok zászlaja előtt tiszteleg, 1971

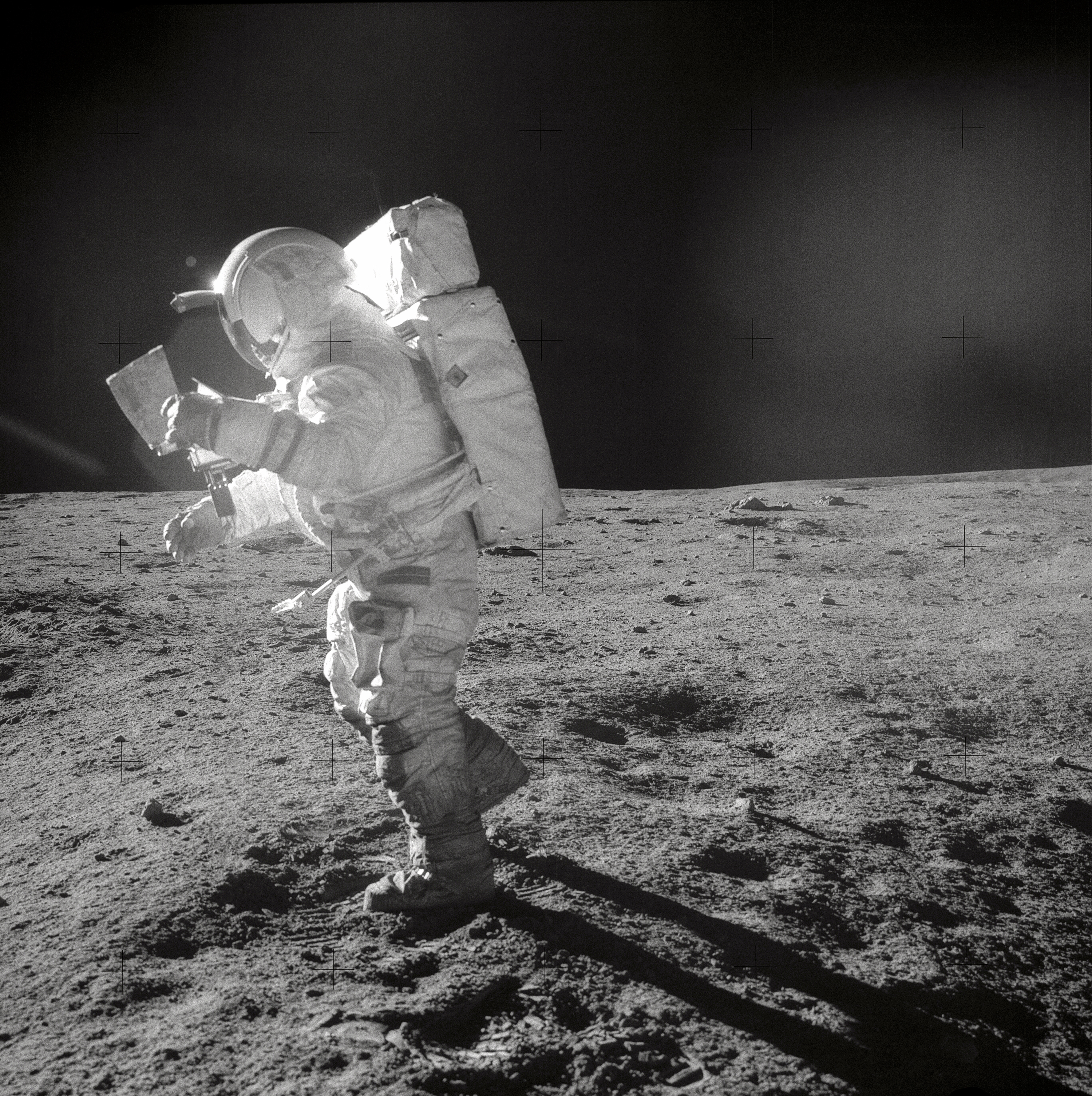
Mitchell egy fotótérképet tanulmányoz a holdfelszínen, 1971. február 6-án

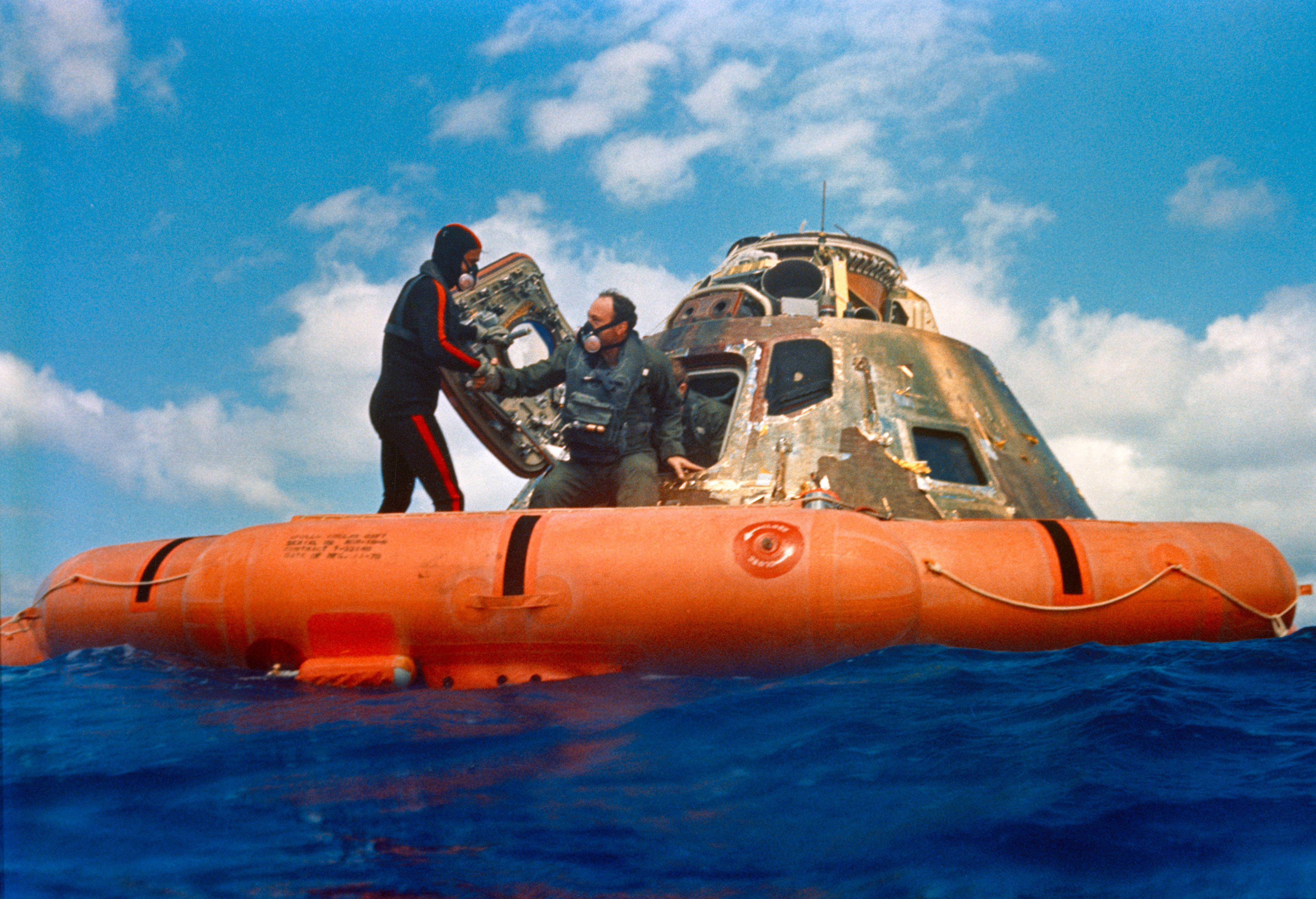
Az U.S. Navy búvára segíti ki éppen Mitchellt a Kitty HAwk parancsnoki egységből, 1971

1966 elején a NASA kiírta ötödik űrhajósválogatási felhívását, immár az Apollo-program utáni időkre tekintve előre. Mitchell tizenkilencedmagával vált űrhajósjelöltté 1966. április 4-én, amikor az űrhivatal bejelentette nyilvánosság előtt az újonnan kiválasztottakat. Ez az űrhajóscsoport furcsa kettősséggel rendelkezett: bár tagjait már nem a holdrepülésekre szánták, majdnem felük (9 fő) végül mégis járt a Holdnál és végül a hat Holdon leszállt holdkomppilóta közül három ebből a csoportból került ki, míg a többiek a Skylab-, a Szojuz-Apollo-, vagy éppen a Space Shuttle programban mutatkozhattak be. Mitchell a csoport elitjébe tartozott, aki hamar kapott Apollo jelölést.

### Apollo–9 és Apollo–10
Első jelölése az Apollo–9 támogató személyzetébe szólt, amely csak afféle előszobája volt egy valódi repülésnek, ez még nem jelentette a Slayton-féle rotációba, azaz az aktív repülő státusba kerülést. Nem így a következő jelölés, az Apollo–10 tartalék holdkomppilóta posztjára. Egyrészt ez azt jelentette, hogy az Apollo–10 elsődlegesen kijelölt legénységével (Tom Staddorddal, Gene Cernannel és John Younggal) párhuzamosan kiképezték a Hold elérésére és a leszállás begyakorlására – mivel a repülést egyfajta „jelmezes főpróbának” szánták az igazi első Holdra szálláshoz –. Másrészt viszont sokkal komolyabb tétje is volt a jelölésnek: A [Donald Slayton|[Deke Slayton]] által kitalált legénységi rotációs szisztéma – miszerint „tartaléknak jelölnek, aztán két repülést kihagysz és a harmadikon benne vagy a repülésre jelölt legénységben” – szerint Mitchell az Apollo–13 holdkomppilóta ülésének várományosa lett. Mindezt úgy, hogy a csoportjának ő lett az első tagja, aki ilyen jelölést kapott (más kérdés, hogy végül az Apollo–13 és Apollo–14 körüli cserék és véletlenek folytán ketten is megelőzték őt a csoportból a repülések során). Ez a NASA tekintélyelvű és végletekig versenyszellemű közegében azt jelentette, hogy a kiválasztást végző vezetők őt tartották a legrátermettebbnek az ötödik csoport 19 űrhajósjelöltje közül.

### Apollo–14
Az Apollo–14 repülésének előkészületeikor lényegében minden a parancsnok, Al Shepard körül forgott. Shepard hosszú ideig – kb. 1963-1968 között – egy kellemetlen betegséggel, a belső fület és azon belül az egyensúlyszervet megtámadó Ménière-kórral küzdött és nemhogy űrrepülésre, de még repülőgépes repülésre sem volt alkalmas az orvosok szerint. Ez változott meg 1968-ban, amikor egy új eljárással, egy viszonylag kockázatos beavatkozást vállalva Shepard előbb meggyógyult, majd visszaszerezte repülési alkalmassági státusát is. Lévén komoly befolyása vezetőtársánál, Deke Slaytonnál, visszakérte magát aktív űrhajós szolgálatra és kijárta, hogy az Apollo–13-mal eljuthasson a Holdra. Slayton lényegében soron kívül és felrúgva az addig jól működő legénységi rotációs rendszerét, Shepardot jelölte az Apollo–13 parancsnokának, mellé két újoncot, Ed Mitchellt és Stu Roosa-t beosztva. Innentől kezdve Mitchell inkább szerény szemlélője volt a nagy egoknak az ő feje felett vívott csörtéjének. A NASA vezetése először és utoljára a program alatt nem fogadta el Slayton jelölését – a repülésre jelölt űrhajósoknak hárman összesen volt 15 percnyi (!!!) repült ideje, ami meglehetősen bizonytalanná tette az igazgatókat – és az egész legénységet egy repüléssel hátrébb csúsztatta, az Apollo–14-re, annak már kijelölt legénységét (Lovellt, Haiset és Mattinglyt) pedig előrehozta az Apollo–13-ra. Mitchell végül így lett az Apollo–14 holdkomppilótája.
A két repülés később is ezer szállal fonódott össze. Az Apollo–13 repülésen felrobban az űrhajó műszaki egységében elhelyezett oxigén tartály, ami miatt a repülés kis híján katasztrófába torkollott, céljai meghiúsultak. A mentőakció során Mitchell az irányítóközpont csapatának egy tagjává lépett elő és mint ilyet Richard Nixon elnök Elnöki Szabadság-érdemrenddel tüntetett ki munkájáért. Mitchell a repülés alatt végig a szimulátorban dolgozott, hogy újraírják a nem is létező műveleti leírásokat, amelyekkel hazahozhatják a pórul járt űrhajó legénységét. Ennek keretében az egyik legnagyobb feladata az volt, hogy kidolgozza, hogyan kell repülni a holdkomppal úgy, hogy a tetszhalott parancsnoki űrhajó rá van kapcsolva.
Az események ilyetén alakulása nyolc-kilenc hónappal eltolta az Apollo–14 startját. De sokkal nagyobb horderejű összefüggés volt, hogy bár a –14 eredetileg a Littrow térségbe indult volna, a tudósok úgy vélték, hogy az Apollo–13 Fra Mauro-beli leszállóhelye sokkal fontosabb nekik, mint más leszállóhelyek, ezért a NASA úgy döntött, hogy a –13 leszállóhelyét jelöli inkább még egyszer a –14 számára is, így Shepardéknak a Fra Maurora kellett leszállniuk.
Mitchell Al Separd parancsnoksága alatt és Stu Roosa parancsnoki egység pilótával az oldalán 1971. január 31-én startolt el Cape Canaveralről. Az út tétje az volt, hogy tökéletes repülést kellett bemutatniuk, mert az Apollo–13 kudarca és majdnem katasztrófája után akár az egész Apollo-programot leállíthatták volna a politikusok, a NASA nem engedhette meg magának, hogy újabb kudarcot kelljen bejelentenie. Ezzel együtt egy sor apróbb, kis híján repülésmegszakítással járó hiba ütötte fel a fejét. Elsőre, amikor az űrhajórendszer még az S-IVB rakétafokozat csúcsán holdirányra állt és megkapta a megfelelő sebességet az égitest eléréséhez, össze kellett kapcsolni a holdkompot és a parancsnoki űrhajót és leválasztani a rakétafokozatot, ám ez csak a hatodik kísérletre és némi erőszakkal (a kormányhajtóművekkel „egymáshoz nyomva” a két űrhajót, ami máskor teljességgel elképzelhetetlen lett volna) sikerült. Aztán már a Holdnál, amikor az Antares holdkomp levált a Kitty Hawk parancsnoki hajóról, hogy leszálljon a holdfelszínre és már csak Shepard és Mitchell voltak a legénység, nem működött a leszálló programot vezérlő komputer billentyűzetének egy gombja. Az irányítás megtalálta a megoldást, hogyan kerüljék meg a hibás billentyűt és Shepard folytathatta a leszállást. A veterán űrhajós kitett magáért, hajszálpontosan szállt le (ha az Apollo–12 165 méteres pontosságú leszállása szenzációs és lelkesítő volt, akkor Shepard 54 méteres pontosságú leszállása is megérdemelte a fantasztikus jelzőt).
A két űrhajós 1971. február 5-én szállt le a Hold felszínére, annak Fra Mauro formációjánál, majd szálltak ki az első holdsétájukra. Valójában a holdfelszínre lépésnél is inkább Shepardon volt a figyelem (vagy éppen ő vonta saját magára), így, amikor Mitchell 8 perccel a parancsnoka után a felszínre lépett, nem mondott különösebben emlékezeteset, csak megjegyezte: „Ugye milyen fényesen süt a Nap?” Ezzel a rövid mondattal Mitchell lett a hatodik ember a történelemben, aki a Holdra lépett. Lévén az Apollo–14 is – hasonlóan az Apollo–12-höz – H-típusú repülés, a tervekben két holdséta szerepelt, különböző tematikájú feladatokkal. Az első holdsétán néhány előzetes kőzetmintavétel mellett a legfontosabb feladat az ALSEP, azaz a tudományos kísérletek műszercsomagjának felállítása volt. Mitchell és a parancsnok távolabb vitték a műszercsomagot és az azt meghajtó SNAP–27 plutóniumgenerátort, majd felállították szép sorjában a műszereket. Az ALSEP felállítási helyéről visszatérőben a holdkomphoz Shepard megállt egy a hely kőzeteit reprezentatívan tartalmazó térségben és kőzeteket gyűjtött, köztük pl. két futball nagyságú kőzettel (a Fra Mauro megismerése azért volt fontos a tudósok számára, mert az előző két leszállás mare [holdtenger] területeken volt, azaz a Hold történetének legfiatalabban keletkezett térségeiben, míg a Fra Mauro az ősi holdkéreg kőzetlemezeinek egyik háborítatlan darabjának látszott, az égitest keletkezésének idejéből ígérve kőzetmintákat). A holdséta másik fontos művelete volt, hogy az űrhajósok felállítottak egy színes tévékamerát (pontosan ugyanolyat, amely az Apollo–12-n utazott és amelyet Alan Bean véletlenül elrontott), így a tévénézők először élvezhették teljesen realisztikusan egy holdséta képeit, igaz, hogy a közvélemény érdeklődése azonban addigra jelentősen megcsappant a holdexpedíciók iránt. Ez a feladat Mitchellre hárult, így övé lett a „dicsőség”, hogy először állított fel a Holdon – működő – színes tévékamerát.
A második űrsétán jött el az expedíció fő tudományos tevékenysége, amiért a NASA annyira ragaszkodott a Fra Mauro-hoz, hogy inkább két űrhat küldött és beáldozta az Apollo–14 eredeti célpontját is. A fentebb már említettek alapján a Fra Mauro a Hold keletkezésével egyidős, ősi kőzetlemezen feküdt, amelyet későbbi becsapódások szaggattak fel. Egy ilyen becsapódás nyoma, egy ilyen kráter kellett a NASA-nak, mivel egy-egy ilyen meteorit becsapódás mélyre hatol le, kvázi lefúr a kőzetben és az anyagkidobódása a felszínre hozza a mélyebben levő kőzeteket is. Csak le kell hajolni és összegyűjteni a kőzeteket. A kitüntetett krátert Cone-kráter munkanéven említette a NASA, ezt kellett meglátogatnia Shepardnak és Mitchellnek, a három gyalogos holdexpedíció közül a leghosszabb távolságot bejáró holdsétán. Az űrhajósoknak azonban gondjai akadtak a tájékozódással. Ugyan volt velük egy fotótérkép, amelyet műholdfényképekből szerkesztettek, ám Shepardék sehogy sem tudtak eligazodni a felszínen, sehogy sem tudták azonosítani azt, amit láttak azzal, amit a fotó felülről mutatott. A fő célpont, a kráter irányát nem volt nehéz megtalálni – a becsapódás által felgyűrt felszín egy nagy dombként jelent meg számukra – hosszasan gyalogoltak is felé, felmásztak a domboldalra, ám magát a kráterperemet nem sikerült megtalálni, ahonnan belenézhettek volna a mélyedésbe is. Az idejük végül elfogyott és dolgavégezetlenül kellett visszamenniük a holdkomphoz. Tetézte a bajt, hogy később a tudósok megállapították, hogy a Shepardra bízott mintavételek meglehetősen trehány, hányaveti, nem kellő odafigyeléssel végzett módon történtek és a hazahozott mintakollekció eléggé értéktelen volt. Mitchellre hárult a feladat a Cone kráterre vezető úton, hogy egy vadonatúj eszközt, a MESA-t húzza (Mobil Equipment Storage Assembly – Mobil Felszerelés Hordozó), amely lényegében egy kézikocsi volt, amelyet megrakhattak a szerszámokkal, majd az összegyűjtött kőzetmintákkal. Az eszközzel aztán meggyűlt a bajuk az űrhajósoknak és helyenként ketten, saroglya módjára cipelték, mert a kövek hintette talajon Mitchell képtelen volt elhúzni.
A második holdséta végén Shepard rövid golfozós performanszát követően a két űrhajós – előbb Mitchell, majd utána Shepard – visszamásztak a holdkompba, majd egy pihenési és egy felkészülési periódust követően 33:30 perc múltán az Antares felszállt Hold körüli pályára, majd nem sokkal később hazarepültek, hogy a csendes-óceáni csobbanással végződjön az expedíció. Ezzel Mitchell egyetlen űrrepülésén összesen 216 órát és 42 percet töltött a világűrben.

### Apollo–16 és a távozás a NASA-tól
Az Apollo–14 visszatérését követően az Apollo-programban hatalmas változások álltak be, az új Nixon adminisztráció átszabta az egész programot. Előbb törölték az utolsó, Apollo–20 repülést, majd később még két repülést is (az utolsó gyalogos H-típusú és a szintén utolsó J-típusú repülést), amely teljesen átírta a hátralevő repülések forgatókönyvét és ezzel a legénységi jelöléseket is. Mitchell az Apollo–16 tartalék holdkomppilóta kinevezését kapta meg Deke Slaytontól, ám ez inkább jelentette a program végét, a pilóta zsargonban „zsákutca jelölésnek” hívott, valódi űrrepülési perspektívát egyáltalán nem jelentő jelölés volt (a normál körforgás szerint a tartalék jelölés, két repülést kihagysz és Tied a következő jelölés végén nem volt valódi repülés, mert addigra, az Apollo–19-re már elfogytak a repülések, ráadásul az is a jelölés értékét csökkentette, hogy pozícióban nem jelentett előrelépést Mitchellnek, hanem ugyanúgy a három pilótaülés legkevesebbre értékelt pozícióját kapta meg).
A jelölést követően nem várt rá újabb feladat és főként érzelmi okokból, 1972. október 1-jén elhagyta a NASA kötelékét és leszerelt a Haditengerészettől is. Döntése miértjéről a következőképpen vallott később, 1997-ben:
„Amikor Kennedy bejelentette a holdprogramot, ez volt az a valami, amit akartam, mivel olyan volt, mint amikor egy medve átmegy a hegyen, hogy meglássa mi van azon túl, és mit tapasztalhat meg odaát, és én ennek szenteltem magam, a felfedezésnek, a képzésnek, a kutatásnak, egészen fiatalkoromtól ez volt az, ami mozgásban tartott.”

## Repülések
(zárójelben a repülés dátuma)
- Apollo–14  – (1971. január 31. – 1971. február 9.)[20]

## NASA-t követő tevékenysége
Az Apollo–14 repülésén, a Holdtól hazavezető úton Mitchell egyfajta spirituális tapasztalatot (szamádhi élményt) élt át, azaz valamiféle tudat feletti spirituális, meditációs élményt, amely átvezette őt a paranormális jelenségek világába, amely alapján a Földön barátaival hatodik érzék kísérletekbe kezdett. Ezen kísérletek eredményeit a Journal of Parapsychology c. folyóiratban tették közzé, még 1971-ben. Ez az érdeklődési kör később alapjaiban határozta meg tevékenységeit.
1972. október 1-jén elhagyta a NASA és a Haditengerészet kötelékét, majd azonnal megalapította az Edgar D. Mitchell & Társai nevű céget a Kalifornia-beli Montereyben, amelyet úgy írt le, mint kereskedelmi szervezet, amely „ökológiailag tiszta termékeket forgalmaz és szolgáltatásokat nyújt, amelyeket arra szántak, hogy enyhítsék bolygónk problémáit”. Mitchell ezen gondolata is erős vonalat rajzol az űrhajósévek utáni életében, amely gondolatot így fogalmazott meg még a Holdon elé tárult látványból levezetve:
„Valahogy felépül benned valami közvetlen globális tudat, valamiféle orientáció és intenzív elégedetlenség a világ állapotával szemben és egy kényszer, hogy tégy valamit ellene. Onnan fentről, a Holdról a nemzetközi politikusok olyan jelentéktelennek látszanak. Mintha azt akarnád, hogy elkapod a grabancuknál fogva őket egy negyedmillió mérfölddel arrébb és azt mondanád nekik: Nézd ezt meg, a kurva anyádat.”
1973-ban Athertonba költözött és alapító elnöke lett az Institute of Noetic Science (IONS – Elvont Tudományok Intézete) szervezetnek, amely Palo Altoban székelt. A szervezetet tudatalatti kutatásokra és „kapcsolódó jelenségek” felfedezésére alapították. A működés mottóját Mitchell eképpen fogalmazta meg: „Tudomány és vallás immár száz esztendeje egy utca két átellenes oldalát jelenti. Nos mi azért vagyunk itt, a huszonegyedik században, hogy megpróbáljuk a valóság két arcát – a létező arcát és a intelligens, vagy tudatos arcát – ugyanabba az értelembe összevonni. Test és elme, a fizikai lét és a tudat a létezésnek ugyanama oldala.” Annie Jacobsen, amerikai oknyomozó újságíró állította, hogy Mitchell szervezete a CIA egyik fedőszervezete volt, ahol titkos és meg nem engedett kifizetések mentek olyanok felé, mint Andrija Puharich, vagy éppen Uri Geller, akik titkos kísérletek részesei voltak. Ennek a kapcsolatnak az is táptalajt adhatott, hogy 1976-ban Mitchell megkörnyékezte a CIA akkori igazgatóját – a későbbi elnököt – George Busht, hogy forrásokhoz juttassa az intézete távoli érzékelési kutatásait. Bár Bush habozott támogatást nyújtani, de javasolta, hogy hadügyi forrásokat keressen Mitchell, amely végül a Csillagkapu projekt (Stargate) életre hívásához vezetett a Pentagonban 1978-ban.
1974-1978 között a floridai Palm Beachben székelő Edgar Mitchell Corporation cég elnöke volt, majd 1975-ben a közeli Lantana-ba költözött (ahol élete végéig élt) és megalapította 1983-ban az Association of Space Explorers (Űrfelfedezők Szövetsége) szervezetet, illetve még később megalapította és elnökölte a Mitchell Communications Company-t.
2011. június 29-én az Egyesült Államok kormánya pert indított ellene a Miami Kerületi Bíróságon, miután kiderült, hogy egy kamerát bocsátott áruba a Bonhams aukciós házon keresztül, amely kamerát az Apollo–14 holdsétáin használt. A vád szerint vissza kellett adni a kamerát a NASA-nak, bár a perben Mitchell azt az álláspontot képviselte, hogy az eszközt maga a NASA adta neki ajándékba az Apollo–14 expedíció teljesítését követően. A Bonhams rögtön visszavonta a tételt az aukcióról. 2011 októberében Mitchell és a felperes állam ügyvédei peren kívüli egyezségre jutottak, miszerint Mitchell visszaadja a kamerát a NASA-nak, aki viszont felajánlja azt a Nemzeti Légügyi és Űr Múzeum kiállítására. Az események hatására 2012. szeptember 20-án az Amerikai Kongresszus elfogadott egy törvényjavaslatot, amelyek teljes tulajdonjogot biztosítottak az Apollo, Gemini és Mercury űrhajósok számára a náluk levő űr emléktárgyakra.

### Távgyógyítás
Mitchell a 2000-es évek elején azt állította, hogy egy kanadai teenager távgyógyító Vancouverből – aki az „Adam Dreamhelaer” álnevet használja működése során – kigyógyította őt veserákjából a távolból. Mitchell saját bevallása szerint sosem vettek tőle biopsziát, de állítása szerint „volt egy ultrahangom és egy MRI-m ami egyezett egy vese sejtszaporulat képlettel”. Adam 2003 decembere és 2004 júniusa között dolgozott Mitchell betegségén a távolból és „a rendellenesség elmúlt és soha nem tért vissza”.

### UFO észlelések
Mitchell nyilvánosan is kifejezte abbéli véleményét, hogy „90 százalékig biztos vagyok benne, hogy az az ezernyi azonosítatlan objektum, vagy UFO-k, amelyet az 1940-es évek óta feljegyeztek, azok más bolygókról származó lényektől erednek”. 1996. április 19-én az NBC tévécsatorna Dataline című hírmagazinja közölt egy interjút Mitchellel, amelynek során három nemzet illetékeseivel beszélgettek, akik azt állították, hogy találkozásuk volt földönkívüliekkel. Ebben a műsorban kifejtette véleményét, hogy ilyen idegen érintkezésekre szóló bizonyítékok igen erősek és a kormányzat titkosította őket, amely ráadásul elhallgatja az idegenek létezéséről és látogatásairól szóló Roswellből származó bizonyítékokat. Továbbá állította, hogy az UFO-k olyan szóbeli mérnöki titkokat is átadtak, amelyek segítik az USA kormányzatát. Mitchell 1996-os könyvében, a The Way of the Explorerben (A felfedező útja) a saját miszticizmusba és a világűrbe vezető útját vázolja.
2004-ben a St. Petersburg Times újságnak azt mondta, hogy az USA kormányzatának cselszövő bennfentesei megtalált idegen holttesteket tanulmányoztak és hogy ez a csoport megakadályozta, hogy tájékoztassák John F. Kennedy elnököt. Ezeket mondta erről: „Mi mind tudjuk, hogy az UFO-k léteznek, most a kérdés már csak az, hogy honnan jönnek”.
2008. július 23. Mitchell interjút adott a Kerrang Rádiótól Nick Margerissonnak. Mitchell azt állította, hogy a roswelli baleset igaz volt és hogy az idegenek kapcsolatban léptek az emberekkel pár esetben, de a kormányzat titkolja ezt 60 éve, mondván: történetesen megtisztelő módon igazából birtokomban vannak olyan tények hogy meglátogattak már bennünket ezen a bolygón az idegenek és az UFO jelenség valós. A NASA szóvívőjén keresztül a következő választ adta: „a NASA nem követ nyomon UFO-kat. A NASA nem vesz részt semmilyen módon az idegen életformák eltitkolásában ezen a bolygón és bárhol másutt az univerzumban. Dr. Mitchell egy nagyszerű amerikai, de nem osztjuk az álláspontját ebben a témában”.
Egy másik interjúban, amelyet a Fox Newsnak adott 2008. július 25-én, Mitchell tisztázta, hogy a kommentárjai nem vonatkoztak a NASA-ra, de idézett pár meg nem nevezett és azóta elhunyt forrást Roswellből, akik megerősítették őt arról, hogy a Roswelli incidensben egy idegen űrhajó volt érintett. Mitchell ugyancsak állította, hogy később erről megerősítést kapott egy szintén meg nem nevezett felderítőtiszttől a Pentagonból.
Egy újabb interjút, amelyet az AskMen online portál tett közzé 2014. március 6-án, Mitchell azt mondta, hogy ő maga sohasem látott UFO-t, és sohasem fenyegette meg senki az UFO-kkal kapcsolatos állításai miatt, de azon állítása, hogy az UFO-k egy világméretű összeesküvés szülte jelenség „csak a részemről jövő spekuláció”.
Végül 2015-ben a Daily Mirror közölt le egy interjút Mitchellel, miszerint „a földönkívüliek tartottak vissza bennünket, hogy háborúskodjunk [ti. az oroszokkal] és segítettek békét teremteni a Földön”. Emellett elmondta még, hogy „White Sands egy teszthelyszín volt az atomfegyvernek – és hogy a földönkívüliek érdeklődést mutattak eziránt, mert meg akarták ismerni a harcászati képességeinket”.

### További projektjei
Edgar Mitchell különböző dokumentumfilmekben szerepelt az idők során, így az In The Shadow of the Moon (A Hold árnyékában) 2008-ból, vagy a The Phoenbix Lights (A főnix fénye), a We Are Not Alone (Nem vagyunk egyedül) és a The Living Matrix (Az élő mátrix) címűben 2009-ből.
A volt űrhajós számos cikket és könyvet publikált, ezek egyikében, a The Way of the Explorer (A felfedező útja) című írásában Mitchell leírja a realitás kettős modelljének gondolatát.
Ő volt a Carol Rosin által társalapított Institution for Cooperation in Space (Nemzetközi Együttműködés az Űrben Intézet) tanácsadó testületének elnöke
Mitchell egyike volt az ENSZ Parlamenti Ülésének támogatóinak, amely szervezet lett volna az első lépés egy világparlament felállításához

## Magánélete
Mitchell először Louise Randallt vette feleségül és élt vele házasságban 1951-1972-ig. Válásukat követően Anita Rettig lett a felesége 1973-ban. A pár 1984-ben vált el, amikor Mitchell egy Playboy modellel, Sheilah Ledbetterrel kezdett randevúzni. Ledbettert 1989-ben vette el és 1999-ben váltak el egymástól. Randalltól két gyermeke született, valamint örökbe fogadta Rettig három gyermekét is, majd még egy gyermeke született Ledbettertől is. Rettig a Palm Beach megyei republikánus pártszervezet elnöke volt, míg Kimberly Mitchell, legidősebb lánya Rettig ágáról) pedig bizottsági tag volt West Palm Beach város tanácsában. Halálakor öt gyermeket, kilenc unokát és egy dédunokát hagyott hátra.

## Halála
Edgar Mitchell 2016. február 4-én – saját Holdra szállása 45. évfordulójának előestéjén – egy West Palm Beach-beli hospice házban hunyt el krónikus betegségei következtében, 85 évesen. Mivel Stu Roosa és Al Shepard már az 1990-es években elhunytak, így Mitchell volt az Apollo–14 legénységének egyetlen túlélő tagja.

## Tagságai különböző szervezetekben
- American Institute of Aeronautics and Astronautics (Repülési ás Űrhajózási Amerikai Intézet)[60]
- Society of Experimental Test Pilots (Kísérleti Berepülőpilóták Szövetsége)[60]
- New York Academy of Sciences (New Yorki Tudományos Akadémia) Sigma Xi és Sigma Gamma Tau[60]
- The Explorers Club /Felfedező Klub)[60]
- World Futures Society (Világ Jövője Szövetség)[60]
- International Planform Association (Nemzetközi Platform Társaság)[60]
- Radio and Television Correspondent's Association (Rádió és Televízió Tudósítók Társasága) tiszteletbeli tagság[60]

## Díjai és kitüntetései
- Elnöki Szabadság-érdemrend (1970)[23]
- Manned Spacecraft Center Superior Achievement Award (Emberes Űrközpont Legjobb teljesítmény díja) (1970)
- New York város aranymedálja (1971)
- Az Arnold Air Socity John F. Kennedy díja (1971)
- Navy Astronaut Wings (A Haditengerészet Űrhajós Szárnyak kitűzője)
- Navy Kiváló Szolgálatért Érdemérme
- NASA Kiváló Szolgálatért Érdemérme
- Air Medal (Légi Érdemérem)
- National Defense Service Medal (Nemzeti Védelmi Szolgálati Érdemérem) bronz csillagokkal[21]
- China Service Medal (Kína Szolgálatáért Érdemérem)[21]
- NASA Group Achievement Medal (NASA Csoportos Teljesítményekért Érdemérem) (3x)
- International Space Hall of Fame (Nemzetközi Űrhajózási Hírességek Csarnoka)
- United States Astronaut Hall of Fame (Egyesült Államok Űrhajós Hírességek Csarnoka)[61]

Egyéb kitüntetések:
- tiszteletbeli doktori címek:
  - New Mexico State University (Új-Mexikó Állami Egyetem)
  - Carnegie-Melon University
  - Universitiy of Akron (Akroni Egyetem)
  - Embry-Riddle University
- American Astronaut's Society (Amerikai Űrhajósok Szövetsége)
- Carnegie Melon University Alumni, az Év Kiváló Embere (1972)
- Kappa Sigma, az Év embere díj (1972)
- Adbventurers Club (Kalandozók Klubja) a Felfedezésekért Járó Arany Medál
- Drexel Egyetem, Mérnöki és Tudományos Díj a Tudat Feltárásáért (1974)
- The Explores Club (Felfedezők Klubja) Lowell Thomad Díj, az Emberi Tudat Feltárásáért

## Könyvei
- Psychic Exploration: A Challenge for Science (1974), G. Putnam & Sons, ISBN 0-399-11342-8
- The Way of the Explorer: An Apollo Astronaut's Journey Through the Material and Mystical Worlds (1996), G. Putnam & Sons, keményfedeles kiadás, ISBN 0-399-14161-8, 2008 puhakötésű kiadás: ISBN 1-56414-977-3, hangkazetta kiadás: ISBN 1-57270-019-X
- Earthrise: My Adventures as an Apollo 14 Astronaut (2014), Chicago Review Press, keményfedeles kiadás, ISBN 1-61374-901-5

## Megjelenései a médiában
- Az 1998-as HBI filmsorozat, A végtelen szerelmesei – Az Apollo-program Apollo–14-ről szóló, Szemben a világgal (eredeti angol címén: Miles and Miles) című epizódjában Edgar Mitchellt Gary Cole alakítja[62]
- Chris Wright amerikai író No More Worlds to Conquer (Nem maradt meghódítandó világ) c. művében róla szólt az egyik fejezet, amely azt tárgyalja, hogyan lépnek tovább az életükben azok az emberek, amelyek egyszer híresek voltak. Ebben a fejezetben a korábbi Holdat megjárt űrhajós hosszasan tárgyalja a földönkívüli észlelésekkel kapcsolatos hitét, az elme hatalmát és azt a bizonyosságát, hogy a rákbetegségéból az elme hatalma segítette kigyógyulni.[63]
- A 2004-es Astronauts Gone Wild (Űrhajósok, akik megvadultak) c. dokumentumfilm egyik kulcsjelentében egy interjú látható Mitchellel. Miután Bart Sibrel filmkészítő kikérdezi Mitchellt az Apollo–11 filmfelvételek különböző aspektusairól, Mitchell és fia végül azzal fenyegetik meg Sibrelt, hogy megölik őt és asszisztensét.[64]